# Trofeu Ciutat de Castelfidardo
El Trofeu Ciutat de Castelfidardo és una competició ciclista d'un dia que es disputa a Castelfidardo a la Província d'Ancona (Marques). La primera edició data del 1981 i formà part del calendari de l'UCI Europa Tour, de 2005 a 2006, i el 2008.
De 2001 a 2006, juntament amb el Gran Premi Fred Mengoni va formar l'anomenada Due Giorni Marchigiana que premiava el millor ciclista en la suma de les dues curses.

## Palmarès
| Any       | Vencedor               | Segon                | Tercer                |
| --------- | ---------------------- | -------------------- | --------------------- |
| 1981      | Giuseppe Petito        |                      |                       |
| 1982      | Giocondo Dalla Rizza   |                      |                       |
| 1983      | Antonioli              |                      |                       |
| 1984      | Federico Ghiotto       |                      |                       |
| 1985      | Marco Saligari         |                      |                       |
| 1986      | Alberto Destro         |                      |                       |
| 1987      | Silvano Lorenzon       |                      |                       |
| 1988      | Mario Cipollini        |                      |                       |
| 1989      | Massimiliano Lunardini |                      |                       |
| 1990      | Fabio Baldato          |                      |                       |
| 1991      | Flavio Anastasia       |                      |                       |
| 1992      | Alberto Destro         |                      |                       |
| 1993      | Nicola Loda            |                      |                       |
| 1994      | Christian Leone        |                      |                       |
| 1995      | Biagio Conte           |                      |                       |
| 1996      | Moreno Di Biase        |                      |                       |
| 1997      | Daniele Trento         |                      |                       |
| 1998      | Alessio Girelli        |                      |                       |
| 1999      | Nicola Chesini         |                      |                       |
| 2000      | Luigi Giambelli        |                      |                       |
| 2001      | Boštjan Mervar         | Paolo Bettini        | Dimitri Gainitdinov   |
| 2002      | Fabio Sacchi           | Simone Masciarelli   | Paolo Bossoni         |
| 2003      | Michele Gobbi          | Antonio Bucciero     | Eddy Serri            |
| 2004      | Emanuele Sella         | Boštjan Mervar       | Gerrit Glomser        |
| 2005      | Murilo Fischer         | Giuliano Figueras    | Elia Aggiano          |
| 2006      | Paolo Bossoni          | Alessandro Bertolini | Eddy Serri            |
| 2007      | Maurizio Girardini     | Vladimir Tuychiev    | Francesco De Bonis    |
| 2008      | Adriano Malori         | Aleksandr Dyachenko  | Luca Gasparini        |
| 2009-2010 | no disputat            | no disputat          | no disputat           |
| 2011      | Moreno Moser           | Manuel Senni         | Maurizio Anzalone     |
| 2012      | Andrei Nechita         | Luca Orlandi         | Matteo Mammini        |
| 2013      | Matteo Collodel        | Andrea Fedi          | Giuseppe Fonzi        |
| 2014      | Jakub Mareczko         | Nicolas Marini       | Luca Pacioni          |
| 2015      | Luca Pacioni           | Marco Maronese       | Riccardo Minali       |
| 2016      | Riccardo Minali        | Francesco Lamon      | Filippo Ganna         |
| 2017      | Imerio Cima            | Mattia De Mori       | Nicolò Rocchi         |
| 2018      | Moreno Marchetti       | Giovanni Lonardi     | Gianmarco Begnoni     |
| 2019      | Gianmarco Begnoni      | Enrico Zanoncello    | Sergey Rostovtsev     |
| 2020      | no disputat            | no disputat          | no disputat           |
| 2021      | Cristian Rocchetta     | Nicolò Pencedano     | Filippo Stocco        |
| 2022      | Alberto Bruttomesso    | Cristian Rocchetta   | Carloalberto Giordani |
| 2023      | Matteo Pongiluppi      | Attilio Viviani      | Alessandro Motta      |
| 2024      | Francesco Della Lunga  | Attilio Viviani      | Riccardo Perani       |